# Kim Yang Gŏn
Kim Yang Gŏn (kor. 김양건; ur. 24 kwietnia 1942, zm. 29 grudnia 2015) – północnokoreański polityk. Ze względu na przynależność do najważniejszych gremiów politycznych Korei Północnej, uznawany za członka ścisłej elity władzy KRLD.

## Kariera
Kim Yang Gŏn urodził się 24 kwietnia 1942 w powiecie Anju w prowincji P’yŏngan Południowy. Absolwent Uniwersytetu im. Kim Ir Sena w Pjongjangu (kierunek: kulturoznawstwo, specjalność: literatura francuska).
Karierę partyjną rozpoczynał jeszcze w latach 70. XX wieku w Wydziale Zagranicznym KC Partii Pracy Korei. We wrześniu 1986 został zastępcą dyrektora tego wydziału, a stanowisko jego dyrektora objął w kwietniu 1997. Działał także w licznych organizacjach i stowarzyszeniach zajmujących się krzewieniem przyjaźni Korei Północnej z innymi krajami, między innymi w październiku 1986 został wicedyrektorem Koreańskiego Stowarzyszenia Spraw Międzynarodowych, a od lipca 1991 był szefem Stowarzyszenia Przyjaźni Koreańsko-Japońskiej.
Deputowany Najwyższego Zgromadzenia Ludowego KRLD, parlamentu KRLD, począwszy od IX kadencji (tj. od kwietnia 1990 do grudnia 2015). W parlamencie XII kadencji zasiadał także w Komitecie Stałym, stanowiącym Prezydium NZL. Po raz pierwszy członkiem Komitetu Centralnego Partii Pracy Korei został w kwietniu 2000. W lipcu 2005 został doradcą Komisji Obrony Narodowej KRLD, choć nigdy formalnie nie był członkiem tego organu.
Po śmierci Kim Dzong Ila w grudniu 2011, Kim Yang Gŏn znalazł się na bardzo wysokim, 15. miejscu w 233-osobowym Komitecie Żałobnym. Świadczyło to o formalnej i faktycznej przynależności Kim Yang Gŏna do grona ścisłego kierownictwa politycznego Koreańskiej Republiki Ludowo-Demokratycznej. Według specjalistów, miejsca na listach tego typu określały rangę polityka w hierarchii aparatu władzy.
Zginął 29 grudnia 2015 roku w wypadku samochodowym.

## Odznaczenia
Odznaczony Orderem Kim Ir Sena (październik 1995), ponadto kawaler Orderu Kim Dzong Ila (luty 2012).